# Georg Scholtz (młodszy)
Georg Scholtz (młodszy) lub Schultz (ur. 4 kwietnia 1622 we Wrocławiu, zm. 20 kwietnia 1677 we Wrocławiu) – niemiecki malarz wrocławski, syn malarza Georga Scholtza (starszego). 

## Życiorys
Pierwsze nauki pobierał u swojego ojca w latach 1635–1640. W 1655 roku, po wykonaniu obrazu Narodziny Chrystusa, otrzymał tytuł mistrzowski. W latach 1670–1675 piastował tytuł malarza nadwornego księcia Sylviusa Friedricha wirtemberskiego w Oleśnicy. W 1675 roku powrócił do Wrocławia. Swój warsztat prowadził przy ulicy Szewskiej. W 1658 roku poślubił Dorotheę Frimel.

## Twórczość
Wykonywał głównie portrety; do najbardziej znanych należą Portrety radnych Wrocławia powstałe w 1667 roku. Jest autorem medalionów w epitafiach inskrypcyjnych Johanna Frimela oraz profesora historii i retoryki Christopha Colera powstałych w 1661 roku dla kościoła św. Elżbiety we Wrocławiu. W 1667 roku namalował portrety wrocławskich radnych a rok później ogromny obraz Posiedzenie rady dla ratusza. W 1662 roku został zatrudniony do renowacji gotyckiego ołtarza św. Stanisława w kościele św. Marii Magdaleny we Wrocławiu. Jego portrety wzorowane były na wizerunkach holenderskich: były oszczędne w formie i przekonujące psychologicznie.